# Stadtbefestigung Immenhausen

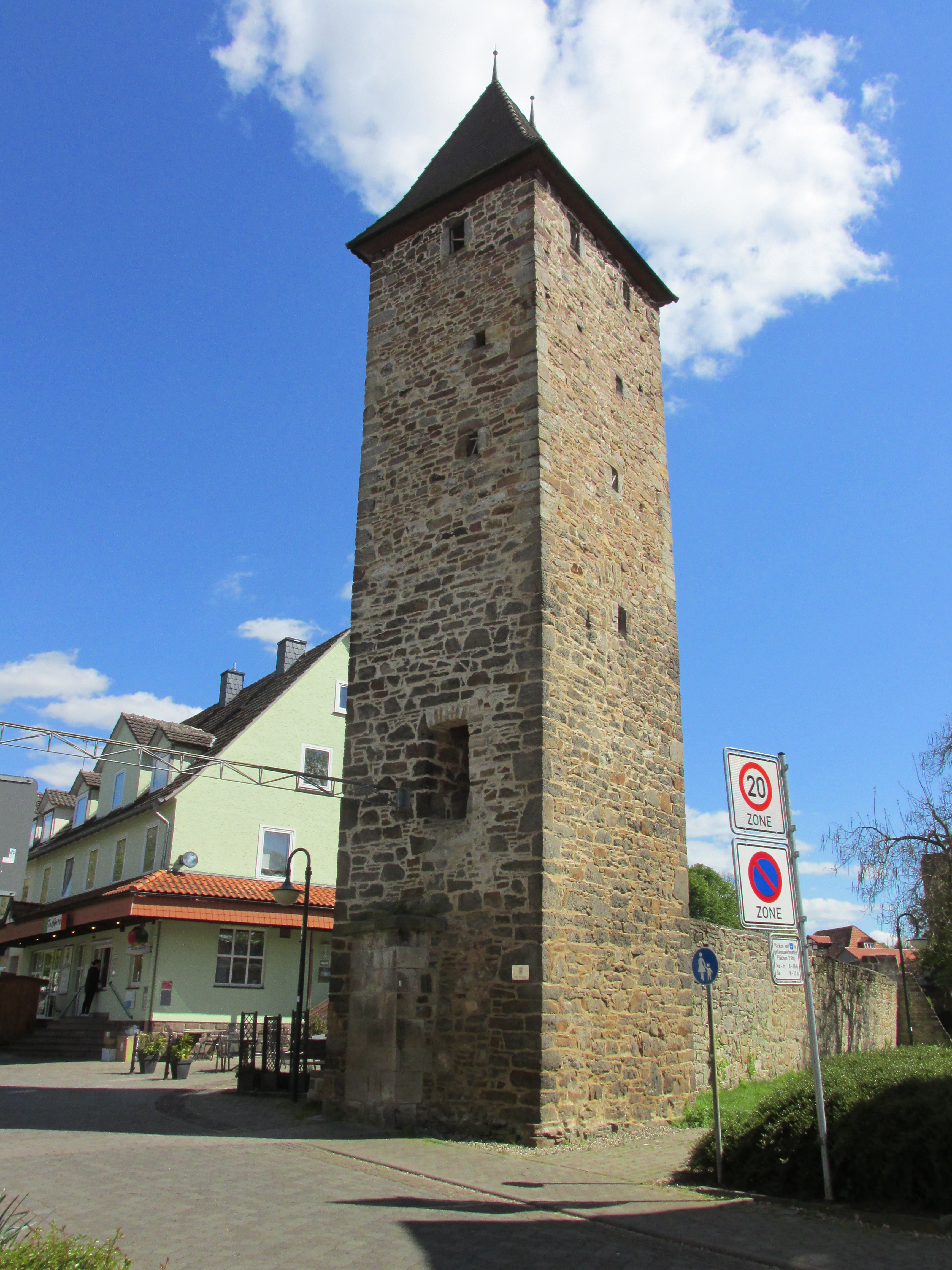
Turm der Stadtbefestigung am Beginn der Oberen Bahnhofstraße in Immenhausen

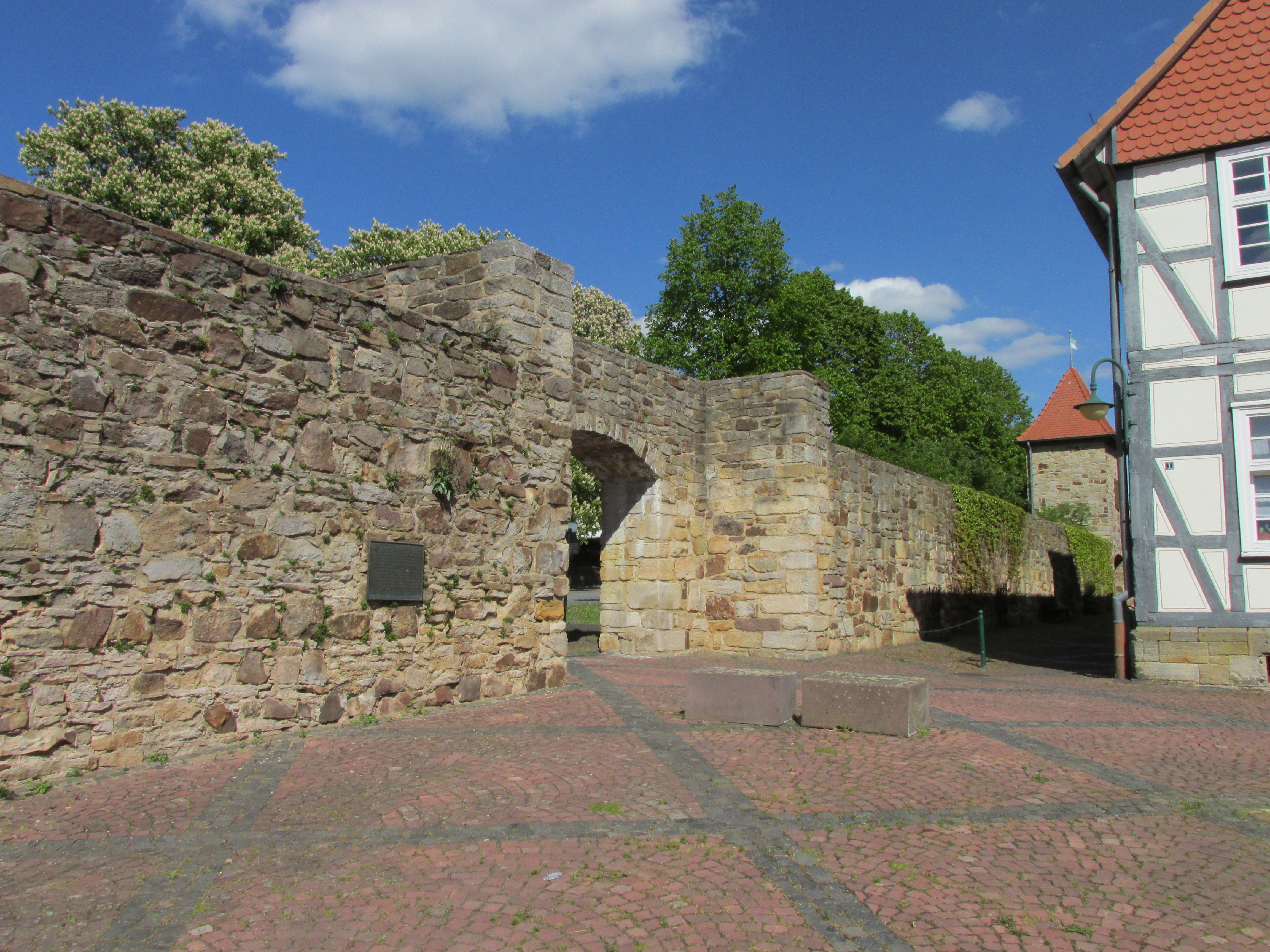
Stadtmauer mit Durchlass

Die Stadtbefestigung in Immenhausen, einer Stadt im Landkreis Kassel in Nordhessen, wurde im späten Mittelalter errichtet. Die Reste der Stadtbefestigung sind ein geschütztes Kulturdenkmal.
Von der Stadtbefestigung sind noch große Teile im Nordwesten, Westen und Süden der Altstadt erhalten. Die Stadtmauer aus Bruchsteinmauerwerk ist teilweise noch mehrere Meter hoch. Im südwestlichen Bereich wurde sie mit einem Fußgängerdurchlass versehen. Der Bach Holzkape durchquert unter einem Bogen die Stadtmauer.
Im Südwesten ist ein halbrunder Flankenturm ohne Helm, der um 1900 renoviert wurde, erhalten. Am Beginn der Oberen Bahnhofstraße steht ein quadratischer Turm mit Walmdach, der mit Wesersandsteinplatten gedeckt ist. 